# Michael Hanemann
Michael Hanemann (* 8. April 1945 in Überlingen) ist ein deutscher Film- und Fernsehschauspieler.

## Leben
Michael Hanemann, Enkel des Theater- und Stummfilmschauspielers Albert Steinrück, absolvierte seine schauspielerische Ausbildung von 1967 bis 1970 an der Schauspielschule Bochum (ehemals Westfälische Schauspielschule). Sein Theaterdebüt gab Hanemann 1972 in Evol unter Regie von Andreas Fricsay am Theater Oberhausen. 1974 stand Hanemann erstmals in Claus Peter Witts Berlin von 0.00–24.00 Uhr für das Fernsehen vor der Kamera. Von 1974 bis 1978 folgten Engagements am Theater Bremen, von 1980 bis 1991 spielte er hauptsächlich am Schauspiel Frankfurt, daneben war er aber z. B. auch am Staatstheater Wiesbaden (1984–1986) aktiv. 1985 sprach er zudem eine Rolle in dem Hörspiel Lohn der Arbeit von Heinz-Werner Geisenberger beim Hessischen Rundfunk. Von 1996 bis 2000 war Hanemann beim Schauspielhaus Zürich engagiert.
Seit Anfang der 1990er Jahre ist Hanemann vermehrt in Fernseh- und Kinoproduktionen zu sehen, darunter z. B. in erfolgreichen TV-Filmen wie Der große Bellheim 1993, in der TV-Reihe Tatort, in Fernsehserien wie Ein Fall für zwei sowie in Kinoproduktionen wie im Jahr 2000 Der Krieger und die Kaiserin.
In der ARD-Fernsehserie Mord mit Aussicht hat er eine durchgehende Rolle als Hans Zielonka, ehemaliger Leiter der Polizeistation von Hengasch, und wurde dadurch einem breiten Publikum bekannt.
Hanemann wohnt in Berlin.

## Filmografie (Auswahl)

### Kino
- 1991: Happy Birthday, Türke!
- 1999: Pünktchen und Anton
- 1999: Grüne Wüste
- 2000: Schule
- 2000: Der Krieger und die Kaiserin
- 2001: Leo und Claire
- 2003: Effroyables jardins
- 2004: Erbsen auf halb 6
- 2005: Kometen
- 2006: Wo ist Fred?
- 2008: Pizza und Marmelade
- 2010: Nebeneinander (Kurzfilm)
- 2010: Ungesühnt
- 2011: Der ganz große Traum
- 2018: Grüner wird’s nicht, sagte der Gärtner und flog davon
- 2021: Fabian oder Der Gang vor die Hunde

### Fernsehen
- 1977: Die Dämonen
- 1982–1998: Ein Fall für zwei (Fernsehserie, verschiedene Rollen, 7 Folgen)
- 1993: Der große Bellheim (Fernsehvierteiler, Teil 4)
- 1994: Schwarz greift ein (Fernsehserie, Folge Blinde Wut)
- 1994: Polizeiruf 110: Samstags, wenn Krieg ist (Fernsehreihe)
- 1994–1995: Einsatz für Lohbeck (Fernsehserie, 9 Folgen)
- 1996: Der Schattenmann (Fernsehfünfteiler)
- 1998: Der kleine Dachschaden
- 1998: Der Laden (Fernsehdreiteiler)
- 1998: Tatort: Engelchen flieg (Fernsehreihe)
- 2000: Balko (Fernsehserie, Folge Werben und sterben)
- 2000: Adelheid und ihre Mörder (Fernsehserie, Folge Manege frei für Mord)
- 2000: Tatort: Bienzle und das Doppelspiel
- 2001: Die Verbrechen des Professor Capellari: Zerbrechliche Beweise (Fernsehreihe)
- 2001: Polizeiruf 110 – Angst
- 2001: Tatort: Du hast keine Chance
- 2002: Ein Dorf sucht seinen Mörder
- 2003: Wolffs Revier (Fernsehserie, Folge Die Mumie)
- 2003: Wilde Engel (Fernsehserie, 5 Folgen)
- 2003: Tatort: Mietsache
- 2003: Tatort: Im Visier
- 2003: Tatort: Der Schächter
- 2004: Die Stunde der Offiziere
- 2005: Pfarrer Braun: Bruder Mord (Fernsehreihe)
- 2005: Schiller
- 2005: Der Fahnder (Fernsehserie, Folge Die Tote im Wald)
- 2005: Kanzleramt (Fernsehserie, 2 Folgen)
- 2005: Der Bernsteinfischer
- 2005: Der Elefant – Mord verjährt nie (Fernsehserie, Folge Außer Kontrolle)
- 2006: Inga Lindström: In den Netzen der Liebe (Fernsehreihe)
- 2006: Hahnemanns Medizin
- 2006: Alarm für Cobra 11 – Die Autobahnpolizei (Fernsehserie, Folge Die zweite Chance)
- 2006: Tatort: Sternenkinder
- 2006: Tatort: Stille Tage
- 2007: Lutter: Essen is’ fertig (Fernsehreihe)
- 2007: Lutter: Um jeden Preis
- 2007: Allein unter Bauern (Fernsehserie, 10 Folgen)
- 2007: Meine fremde Tochter
- 2007: Vertraute Angst
- 2007: Solo für Schwarz: Tödliche Blicke (Fernsehreihe)
- 2008: Alles was Recht ist
- 2008: Stille Post
- 2008–2012: Der Schwarzwaldhof (Fernsehserie, 6 Folgen)
- 2008–2022: Mord mit Aussicht (Fernsehserie, 34 Folgen)
- 2009: Schuldig
- 2009: SOKO Leipzig (Fernsehserie, Folge Rein-Raus-Boxer)
- 2009–2022: Der Dicke/Die Kanzlei (Fernsehserie, verschiedene Rollen, 5 Folgen)
- 2009: Dornröschen
- 2010: Eichmanns Ende – Liebe, Verrat, Tod
- 2011: Marie Brand und die letzte Fahrt (Fernsehreihe)
- 2011: Der Tatortreiniger (Fernsehserie, Folge Nicht über mein Sofa)
- 2012: Der Staatsanwalt (Fernsehserie, Folge Spiel des Todes)
- 2012: Großstadtrevier (Fernsehserie, Folge Fahrraddiebe)
- 2013: Flaschenpost an meinen Mann
- 2013: Mord in den Dünen
- 2013: Liebe am Fjord – Zwei Sommer (Fernsehreihe)
- 2014: Schmidt – Chaos auf Rezept (Fernsehserie, 4 Folgen)
- 2014: Frauen verstehen
- 2015: Ein Mord mit Aussicht
- 2006: SOKO Wismar (Fernsehserie, Folge Die Wärme des Körpers)
- 2016: Friesland: Klootschießen (Fernsehreihe)
- 2016: Böse Wetter – Das Geheimnis der Vergangenheit
- 2017: Schnitzel geht immer
- 2017: Der König von Berlin
- 2017: Tatort: Der rote Schatten
- 2018: Schwartz & Schwartz: Mein erster Mord (Fernsehreihe)
- 2018: Marie fängt Feuer: Kleine Sünden (Fernsehreihe)
- 2018: Der Prag-Krimi: Der kalte Tod (Fernsehreihe)
- 2019: Mein Freund, das Ekel
- 2020: Kommissar Dupin: Bretonisches Vermächtnis (Fernsehreihe)
- 2020: Tatort: Die Ferien des Monsieur Murot
- 2021: Sarah Kohr – Schutzbefohlen (Fernsehreihe)
- 2022: Lehrer kann jeder!
- 2022: Der Überfall (Fernsehreihe)
- 2024: Tatort: Ad Acta (Fernsehreihe)

## Hörspiele (Auswahl)
- 2005: Lloyd Alexander: Taran und das Zauberschwert (Annlaw) – Regie: Robert Schoen (Kinderhörspiel – SWR)
- 2005: Lloyd Alexander: Taran und der Zauberspiegel (Annlaw) – Regie: Robert Schoen (Kinderhörspiel – SWR)
- 2012: John von Düffel: Ein klarer Fall – Regie: Christiane Ohaus (Radio-Tatort – RB)